# Referéndum consultivo sobre la autonomía de Véneto de 2017
El referéndum consultivo sobre la autonomía de Véneto de 2017 fue una consulta de referéndum regional que tuvo lugar en la región italiana de Véneto el 22 de octubre de 2017. El referéndum fue acordado por el Consejo Regional de Véneto para escuchar la opinión de los constituyentes de la región sobre la asignación de formas adicionales y condiciones especiales de autonomía a su entidad territorial. Para que la consulta fuese efecta de la consulta, debían participar la mayoría de las personas con derecho a voto.
El referéndum consultivo no es legalmente vinculante; sin embargo, de conformidad con el Artículo 27, párrafo 2, del Estatuto Regional, en caso de que se llegue al quórum, el Consejo Regional deberá examinar el referéndum dentro de los noventa días siguientes a la proclamación de los resultados. En tal caso, si prevalecen los votos de la junta , el presidente del jurado presentará a la asamblea legislativa un programa de negociaciones que se llevará a cabo con el ejecutivo estatal, junto con un proyecto de ley que reconozca la ruta y el contenido para el logro de la autonomía diferenciada.
En la provincia de Belluno, además del referéndum regional, se celebró un referéndum consultivo, el mismo día para una mayor autonomía provincial.

## Referéndum

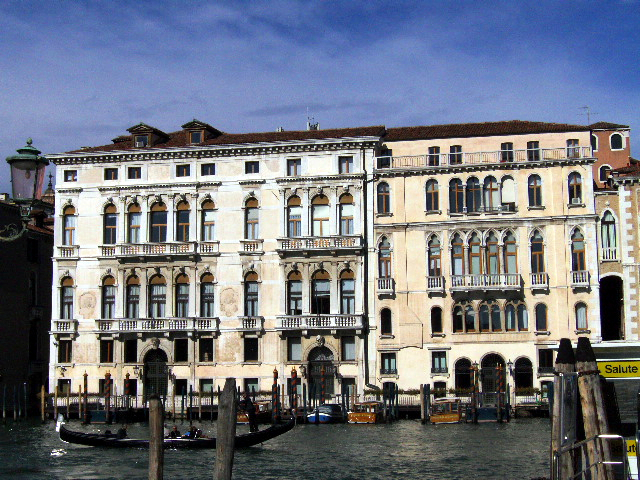
Palacio Ferro Fini, sede del Consejo Regional de Véneto.

En abril de 2017, el presidente regional del Véneto, Luca Zaia, anunció la celebración de una consulta no vinculante el día 22 de octubre. La consulta fue aprobada por el Consejo Regional con el objetivo de conocer la opinión ciudadana acerca del régimen de la región dentro del estado italiano, así como una revisión de la relación entre región y país para solicitar una mayor autonomía si la población así lo desea.
El referéndum no es vinculante, sin embargo, sí puede tener efectos políticos al ser utilizado como herramienta de presión en las negociaciones entre el Véneto e Italia, en caso de una victoria del sí. En virtud del artículo 27, párrafo 2, del Estatuto regional, en caso de alcanzar  una tasa de participación superior al 50%, consejo regional deberá considerar la discusión sobre los resultados del referéndum dentro de los noventa días a partir del anuncio de los resultados. En tal caso, si los votos necesarios se mantienen, el presidente de la Junta presentará a la legislatura un programa de negociaciones para discutirse con el Ejecutivo Estatal, junto con un proyecto de ley para lograr el estatuto especial de autonomía diferenciada respecto a otras regiones de Italia.
En la misma fecha se llevará a cabo una consulta similar en la región de Lombardía. Se debe mencionar que las regiones lombarda y véneta son gobernadas por la Liga Norte.
El estatuto especial actualmente es reconocido en cinco regiones italianas: Sicilia, Cerdeña, el Valle de Aosta, Trentino-Alto Adigio y Friuli-Venecia Julia.

### Costo económico

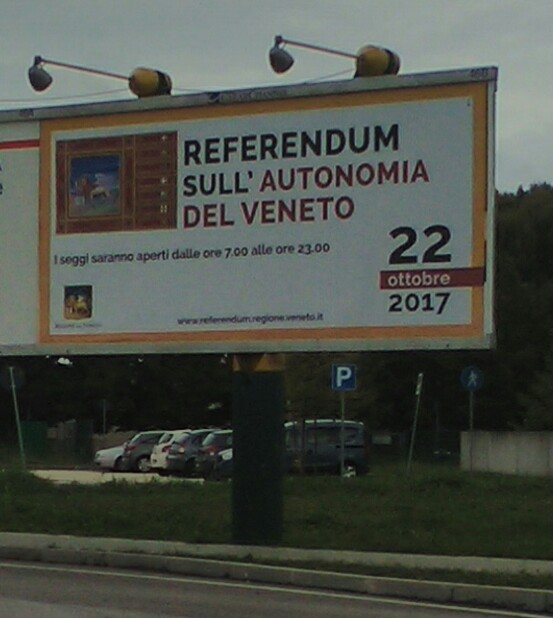
Póster invitado a votar para el referéndum.

Los gastos de organización del referéndum, que son totalmente asumidos por la administración regional, ascienden a € 14 millones, de los cuales € 1,200,000 corresponden a la campaña de información institucional promovida por la región.

### Apelaciones contra la consulta
Una vez que se emitió la votación, dos votantes residentes en Véneto presentaron un llamamiento urgente a la TAR de Véneto y otra a la corte de Venecia para evitar la celebración del referéndum; los dos recursos fueron desestimados el 7 de septiembre y el 26 de septiembre, respectivamente.

### Pregunta
¿Quiere que se atribuyan otras regiones y formas de autonomía a la Región del Véneto?
Consejo Asesor Regional sobre la Autonomía de Veneto.

## Posiciones

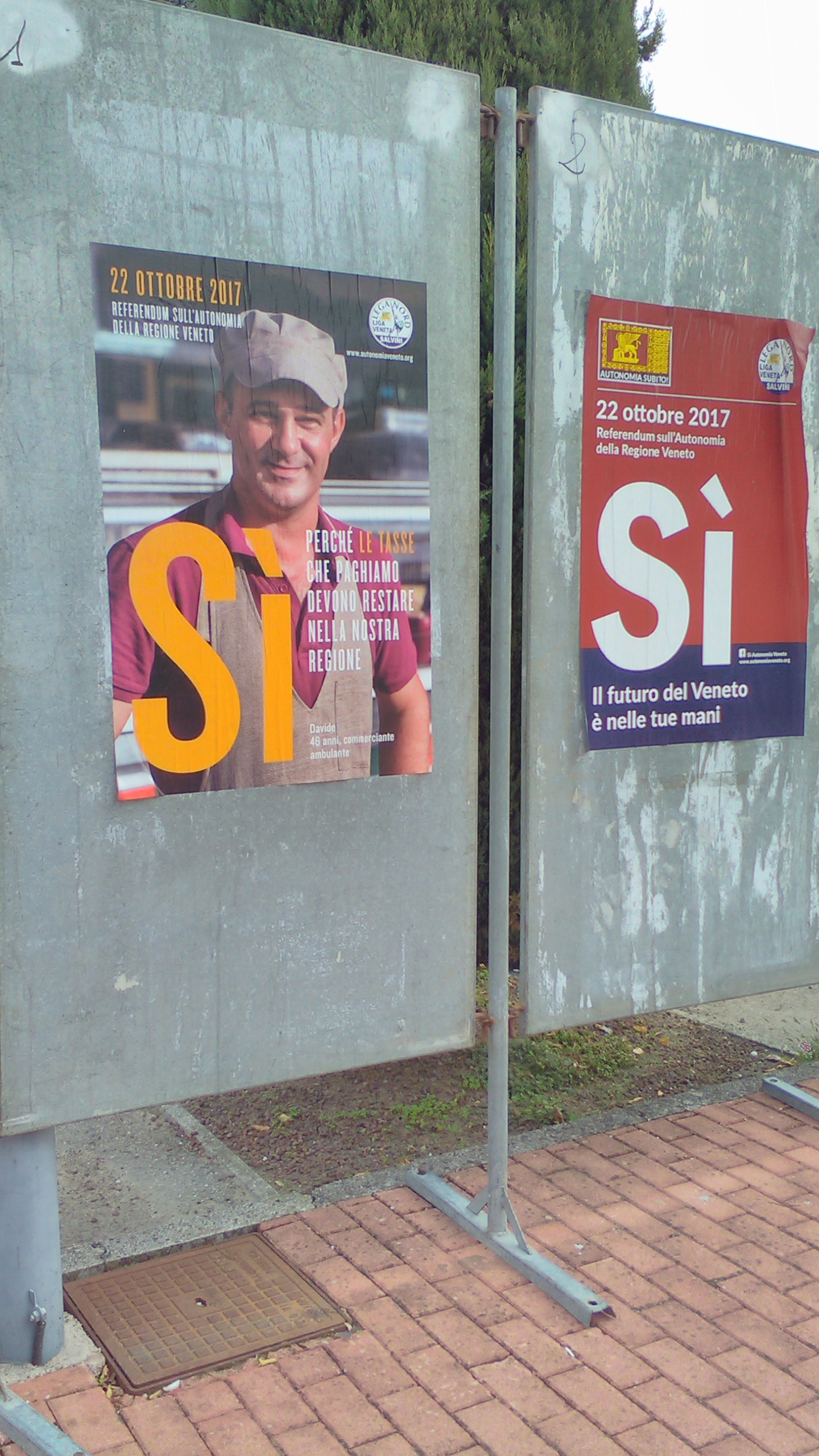
Propaganda en apoyo al sí en Venecia.

El principal debate político no se trata del mérito de la pregunta en sí misma, ya que casi todas las fuerzas políticas y sociales sienten que la demanda de una mayor autonomía regional es necesaria para satisfacer las necesidades de la sociedad, pero se centra en la oportunidad para llevar a cabo el referéndum, su efectividad y los costos.
Algunas figuras políticas, en parte respondiendo al razonamiento del fallo del Tribunal Constitucional, expresaron la opinión de que el referéndum es inútil, ya que desde un punto de vista puramente formal el artículo 116 de la Constitución no exige expresamente el procesamiento de una consulta del organismo electoral para avanzar en la propuesta de mayor autonomía regional al Parlamento; A este respecto, se citó el ejemplo del presidente regional de Emilia-Romaña, que, aunque "respetaba la decisión de Véneto y Lombardía de realizar un referéndum plenamente legítimo", decidió iniciar una ruta de consulta diferente con empresas, sindicatos, territorios y asociaciones de por medio.
Los promotores del referéndum, por otro lado, señalaron que, según el estatuto regional, "La Región promueve la participación en los procesos de determinación de las decisiones legislativas y administrativas por parte de los ciudadanos". Además, según ellos, el resultado del referéndum tendrá un gran valor político cuando se presentará al parlamento y al gobierno para una mayor autonomía. Por esta razón, los promotores creen que más que el resultado de la encuesta es más importante (lo que parece ser deseable).
Las siguientes listas representan los temas identificados por el Comité Regulador de Comunicaciones de Veneto, de acuerdo con las disposiciones de la Autoridad para Garantías de Comunicaciones. Entre estos, no existe un comité promotor de referéndum, promovido por las instituciones regionales venecianas que, como organismos públicos, no pueden llevar a cabo propaganda electoral.

## Resultados
| Opción de Voto  |    | Votos     | %     |
| --------------- | -- | --------- | ----- |
| A favor         | Sí | 2 273 985 | 98,1% |
| En contra       | No | 43 938    | 1,9%  |
| Votos en blanco |    | 5165      | 0,20% |
| Votos nulos     |    | 5865      | 0,30% |
| Totales         |    | 2 328 949 | 100%  |

Fuente: Consejo Regional del Véneto